# Río Azul (Costa Rica)
Río Azul es un distrito del cantón de La Unión, en la provincia de Cartago, de Costa Rica.

## Historia
Río Azul fue creado el 15 de julio de 1968 por medio de Ley 4148. Segregado de San Diego.

## Geografía
Río Azul cuenta con un área de 4,85 km² y una altitud media de 1200 m s. n. m.

## Demografía
Para el año 2022, Río Azul cuenta con una población estimada de 11 617 habitantes, y para el último censo efectuado, en 2011, Río Azul contaba con una población de 12 010 habitantes.

## Localidades
- Barrios: Lindavista (Loma Gobierno), Condominio Ayarco Boulevard.
- Poblados: Quebradas, Rincón Mesén (parte).

## Transporte

### Carreteras
Al distrito lo atraviesan las siguientes rutas nacionales de carretera:
- Ruta nacional 409